# San Esteban (Morcín)
San Esteban es una parroquia del concejo asturiano de Morcín, en España. 

## Entidades de población
Comprende las entidades de Castandiello, El Palacio, Peñanes, La Roza, Rozadas, Villar y San Esteban. Cuenta con una población de 200 habitantes (INE, 2022).

## Población
|         |
| Fuente: |